# Primók
A Primók (eredeti cím: Primos) 2024 és 2025 között vetített amerikai 2D-s számítógépes animációs vígjátéksorozat, amelyet Natasha Kline alkotott.
Amerikában 2024. július 25-én, míg Magyarországon 2024. november 11-én a Disney Channel mutatta be.
2025 májusában egy évad után törölték a sorozat.

## Ismertető
Egy mexikói-amerikai nagycsalád Los Angeles Hacienda Hills nevű városrészében él. A különc 9 éves Tater Ramirez-Humphrey-hez, unokatestvérei, Bud kuzin, Nacho, Lita, Tere, Tere, Tabi, Toñita, Scooter, LotLot, Gordita, Nachito, ChaCha és Lucita a nyárra hozzá költöztek, miközben a közelgő tizedik születésnapjára készül.

## Szereplők

### Főszereplők
| Szereplő                         | Eredeti hang        | Magyar hang                                             | Leírás |
| -------------------------------- | ------------------- | ------------------------------------------------------- | --- |
| Tater Ramirez-Humphrey           | Myrna Velasco       | Staub Viktória                                          | 9 éves lány, színes fogszabályzóval Nem nagyon tud spanyolul, mint a családja többi tagja, de folyékonyan tanul franciául egy francia kávézó segítségével. |
| Nellie Ramirez-Humphrey          | Melissa Villaseñor  | Magyar Viktória                                         | Tater magasabb, reálisabb, cinikus, leereszkedő és lusta húga.                                                                                             |
| Bibi Ramirez-Humphrey            | Michelle Ortiz      | Bogdányi Titanilla                                      | Tater vidám és optimista édesanyja, aki művész és szobrász.                                                                                                |
| Bud Humphrey                     | Jim Conroy          | Kisfalusi Lehel                                         | Tater apja, aki szkeptikus Tater nagy álmaival szemben. Ő egy ezermester.                                                                                  |
| Tigris vízió                     | Jim Conroy          | Pál Tamás                                               | Beszélő tigris és Tater képzeletbeli barátja, aki segít neki megtervezni a látomásait.                                                                     |
| Margarita "Buela" Ramirez        | Angélica María      | Sági Tímea                                              | Tater nagymamája és szakácsnő, akit bosszant, hogy néhány családtagja nem sajátította el a spanyol nyelvet.                                                |
| Julita "Lita" Perez              | Elizabeth Grullón   | Kis-Kovács Luca                                         | Tater legidősebb unokatestvére, Scooter és Lucita húga, aki pánszexuális, arról álmodik, hogy rocksztár lesz, és különböző alkalmi munkákat végez.         |
| Scooter Perez                    | Jonathan Melo       | Baráth István                                           | Lita és Lucita félénk testvére. |
| Bud Humphrey kuzin               | Rick Simon          | Rada Bálint                                             | Környezetbarát tinédzser és Gordita bátyja, aki mindig mezítláb jár.                                                                                       |
| Ignacio "Nagy Nacho" Ramirez Jr. | Rick Simon          | Minárovits Péter (1–7. rész) Szatory Dávid (8. résztől) | Nachito bátyja, aki durván szokott bunyózni és súlyemeléssel foglalkozik. Emellett diszlexiás is.                                                          |
| Tere Ramirez                     | Cristina Vee        | Laudon Andrea                                           | Az akrobatikus T-nővérek középső tagja, aki arról álmodik, hogy híres lesz.                                                                                |
| Toñita Ramirez                   | Cristina Vee        | Rácz Hajna                                              | Az akrobatikus T-nővérek legfiatalabbja. |
| Gordita Humphrey                 | Rick Simon          | Csifó Dorina                                            | Bud kuzin húga. Tater unokatestvérei közül ő az legintelligensebb, és szeret tudományos kísérleteket végezni.                                              |
| ChaCha Ramirez                   | Rick Simon          | Hám-Kereki Anna                                         | Vad fiatal lány, aki többnyire csak a nevét tudja kimondani.                                                                                               |
| Tabi Ramirez                     | Nomi Ruiz           | Engel-Iván Lili                                         | Az akrobatikus T-nővérek legidősebbje. |
| LotLot Ramirez                   | Becca Q. Co         | Kardos Eszter                                           | Hátborzongató fiatal lány, akinek sötét humora van. |
| Ignacio "Nachito" Ramirez Jr.    | Ryan Anderson Lopez | Rostás Ábel                                             | Nagy Nacho öccse, aki felnéz rá. A bátyjához hasonlóan ő is a diszlexia tüneteit mutatja.                                                                  |
| Lucita Perez                     | Sarah Tubert        | Pekár Adrienn                                           | Tater legfiatalabb unokatestvére, valamint Lita és Scooter húga, aki cochleáris implantátumot visel és ismeri az amerikai jelnyelvet.                      |

### Mellékszereplők
| Szereplő                    | Eredeti hang      | Magyar hang  | Leírás |
| --------------------------- | ----------------- | ------------ | --- |
| "Baba" Bud Ramirez-Humphrey | Cristina Milizia  |              | Tater kisöccse. |
| Pop Ramirez                 | Cheech Marin      |              | Tater nagyapja és Margarita aranyfogú férje, akit gyakran látunk vagy a székében szundikálni, vagy Buelával romantikázni. |
| Chuchi                      | Dee Bradley Baker | Eredeti hang | Háromlábú szabadtéri kutya, akivel Tater összebarátkozik. |
| Garázs Possum               | Dee Bradley Baker | Eredeti hang | Oposszum, amely a Ramirez-Humphrey család garázsában él, és belekeveredik a család csínytevéseibe. |
| Jean-Cluck Van Fried        | Dee Bradley Baker | Eredeti hang | Bozontos csirke tollatlan bal szárnnyal, aki Buela tulajdonában van, és a család csirkeállományát védi. |
| Skid Malfeo                 | Jorge Diaz        |              | A Ramirez-Humphrey család ellenszenves és tiszteletlen szomszédja, aki tízéves kora ellenére zsebpelenkát hord, és mindig mezítláb jár. A családja ugyanolyan ellenszenves, mint ő (kivéve Gwennifer). A nővérét terrorizálja. |
| Serena                      | Liza Koshy        |              | Lány, aki Tater legjobb barátnője lesz, miután a családja Hacienda Hillsbe költözik, mivel közösen rajonganak a Romancimorphsért és a Qui, Qui Marie-ért.                                                                      |
| Gwennifer Malfeo            | Maya Morales      |              | Skid goromba nővére, aki cserkész és valószínűleg a cserkészcsapatának vezetője. A családjával ellentétben ő kevésbé ellenszenves, és titokban bele is van zúgva Bud kuzinba.                                                  |

### Magyar változat
- Bemondó és főcímdal: Staub Viktória
- Stáblista: Kisfalusi Lehel
- Magyar szöveg: Tóth Gábor
- Dalszöveg: Cseh Dávid Péter
- Hangmérnök, vágó és szinkronrendező: Kránitz Lajos András
- Gyártásvezető: Bogdán Anikó
- Zenei rendező: Császár Bíró Szabolcs
- Produkciós vezető: Orosz Katalin (1–12. rész), Szegedi-Kiss Patrik (13. résztől)

A szinkront az Iyuno Hungary készítette.

## Epizódok
| #   | #   | Eredeti cím                    | Magyar cím                 | Rendező                           | Író                                                  | Eredeti premier      | Magyar premier     |
| --- | --- | ------------------------------ | -------------------------- | --------------------------------- | ---------------------------------------------------- | -------------------- | ------------------ |
| 1.  | 1.  | Summer of Tater                | Tater nyara                | Natasha Kline                     | Natasha Kline                                        | 2024. július 25.     | 2024. november 11. |
| 1.  | 1.  | Summer of Primos               | A primók nyara             | David C. Smith                    | Karla Sakas Shropshire                               | 2024. július 25.     | 2024. november 11. |
| 2.  | 2.  | Summer of Quehaceres           | A Quehaceres nyara         | David C. Smith                    | Rosemary Contreras                                   | 2024. július 25.     | 2024. november 12. |
| 2.  | 2.  | Summer of La Muñeca            | A Muñeca nyara             | Jenn Strickland                   | Mikki Crisostomo                                     | 2024. július 25.     | 2024. november 12. |
| 3.  | 3.  | Summer of Los Diez             | A tízek nyara              | David C. Smith                    | Diego Salazar Castro                                 | 2024. július 27.     | 2024. november 13. |
| 3.  | 3.  | Summer of Lit-Tater-atura      | A könyvek nyara            | Jenn Strickland                   | Edlin Ortiz                                          | 2024. július 27.     | 2024. november 13. |
| 4.  | 4.  | Summer of Herramientas         | A szerszámok nyara         | Jenn Strickland                   | Diego Salazar Castro                                 | 2024. július 27.     | 2024. november 14. |
| 4.  | 4.  | Summer of La Naturaleza        | A természet nyara          | David C. Smith                    | Karla Sakas Shropshire                               | 2024. július 27.     | 2024. november 14. |
| 5.  | 5.  | Summer of Pam                  | Pam nyara                  | David C. Smith                    | Rosemary Contreras                                   | 2024. augusztus 3.   | 2024. november 15. |
| 5.  | 5.  | Summer of La Trabajadora       | A munka nyara              | Jenn Strickland                   | Mikki Crisostomo                                     | 2024. augusztus 3.   | 2024. november 15. |
| 6.  | 6.  | Summer of La Madriguera        | A búvóhely nyara           | David C. Smith                    | Angela M. Sánchez                                    | 2024. augusztus 3.   | 2024. november 18. |
| 6.  | 6.  | Summer of Los Pollos Hermanos  | A csirketesók nyara        | Jenn Strickland                   | Diego Salazar Castro                                 | 2024. augusztus 3.   | 2024. november 18. |
| 7.  | 7.  | Summer of El Patín             | A jégkorcsolya nyara       | David C. Smith                    | Rosemary Contreras                                   | 2024. augusztus 10.  | 2024. november 19. |
| 7.  | 7.  | Summer of Chisme               | A pletyka nyara            | Jenn Strickland                   | Edlin Ortiz                                          | 2024. augusztus 10.  | 2024. november 19. |
| 8.  | 8.  | Summer of No Sabo              | A No Sabo nyara            | David C. Smith                    | Angela M. Sánchez                                    | 2024. augusztus 10.  | 2024. november 20. |
| 8.  | 8.  | Summer of Bookita              | A könytündér nyara         | Jenn Strickland                   | Mikki Crisostomo                                     | 2024. augusztus 10.  | 2024. november 20. |
| 9.  | 9.  | Summer of the 13th Primo       | A 13. primó nyara          | Jenn Strickland                   | Mikki Crisostomo                                     | 2024. augusztus 17.  | 2024. november 21. |
| 9.  | 9.  | Summer of Cuadros              |                            | David C. Smith                    | Gustavo Hernandez és Alayna Cabral                   | 2024. augusztus 17.  | 2024. november 21. |
| 10. | 10. | Summer of Tater Luna           | Tater Luna nyara           | David C. Smith                    | Mikki Crisostomo                                     | 2024. augusztus 17.  | 2024. november 22. |
| 10. | 10. | Summer of El Chu-PAW-Cabra     | Kutya egy nyár             | Jenn Strickland                   | Rosemary Contreras                                   | 2024. augusztus 17.  | 2024. november 22. |
| 11. | 11. | Summer of the Baby Races       | A versenybabák nyara       | David C. Smith                    | Edlin Ortiz                                          | 2024. augusztus 24.  | 2024. november 25. |
| 11. | 11. | Summer of La Extraterrestre    | A földönkívüliek nyara     | Jenn Strickland                   | Rosemary Contreras                                   | 2024. augusztus 24.  | 2024. november 25. |
| 12. | 12. | Summer of El Futuro            | El futuro nyara            | David C. Smith                    | Angela M. Sánchez                                    | 2024. augusztus 24.  | 2024. november 26. |
| 12. | 12. | Summer of Super No Entiendo 64 | A videójáték-háború nyara  | Jenn Strickland                   | Diego Salazar Castro                                 | 2024. augusztus 24.  | 2024. november 26. |
| 13. | 13. | Summer of La Excavación        | Az ásatás nyara            | Jenn Strickland                   | Rosemary Contreras, Eddie West és Cassie Zwart       | 2024. augusztus 31.  | 2024. november 27. |
| 13. | 13. | Summer of La Pijamada          | A pizsiparti nyara         | David C. Smith                    | Edlin Ortiz                                          | 2024. augusztus 31.  | 2024. november 27. |
| 14. | 14. | Summer of Imi-Tater            | Az imi-Tater nyara         | Jenn Strickland                   | Natasha Kline                                        | 2024. augusztus 31.  | 2024. november 28. |
| 14. | 14. | Summer of Ignacio              | Ignacio nyara              | David C. Smith                    | Karla Sakas Shropshire                               | 2024. augusztus 31.  | 2024. november 28. |
| 15. | 15. | Summer of El Cringe            | Egy gázos nyár             | David C. Smith                    | Mikki Crisostomo                                     | 2024. szeptember 7.  | 2024. november 29. |
| 15. | 15. | Summer of Taternomics          | Egy vállalkozós nyár       | Jenn Strickland                   | Angela M. Sánchez                                    | 2024. szeptember 7.  | 2024. november 29. |
| 16. | 16. | Summer of La Hamaca            | A La Hamaca nyara          | David C. Smith                    | Diego Salazar Castro                                 | 2024. szeptember 14. | 2025. március 17.  |
| 16. | 16. | Summer of The Santa Anas       | Egy porviharos nyár        | Jenn Strickland                   | Edlin Ortiz                                          | 2024. szeptember 14. | 2025. március 17.  |
| 17. | 17. | Summer of Segundos             | A pót primók nyara         | David C. Smith                    | Angela M. Sánchez                                    | 2024. szeptember 21. | 2025. március 18.  |
| 17. | 17. | Summer of Breaking Bud         | Bud kuzin titkos múltja    | Jenn Strickland                   | Diego Salazar Castro                                 | 2024. szeptember 21. | 2025. március 18.  |
| 18. | 18. | Summer of Gwenship             | Kedves ellenségem          | Jenn Strickland                   | Mikki Crisostomo                                     | 2024. szeptember 28. | 2025. március 19.  |
| 18. | 18. | Summer of Heart Eyes"          | Az ábrándos tekintet nyara | David C. Smith                    | Edlin Ortiz                                          | 2024. szeptember 28. | 2025. március 19.  |
| 19. | 19. | Summer of Hacienda Chills      | Egy hátborzongató nyár     | Jenn Strickland                   | Mikki Crisostomo                                     | 2024. október 5.     | 2025. március 20.  |
| 19. | 19. | Summer of Los Bots             | A robotok nyara            | David C. Smith                    | Edlin Ortiz                                          | 2024. október 5.     | 2025. március 20.  |
| 20. | 20. | Summer of the Mixtape          | A magnókazi nyara          | David C. Smith                    | Rosemary Contreras                                   | 2025. március 2.     | 2025. március 21.  |
| 20. | 20. | Summer of Je Ne Sais Quoi      | Je Ne Sais Quoi nyara      | Jenn Strickland                   | Angela M. Sánchez                                    | 2025. március 2.     | 2025. március 21.  |
| 21. | 21  | Summer of Local Girl           |                            | David C. Smith                    | Mikki Crisostomo                                     | 2025. március 9.     | 2025. március 24.  |
| 21. | 21  | Summer of Cumple               |                            | Jenn Strickland                   | Rosemary Contreras, Natasha Kline és Rachel McNevin  | 2025. március 9.     | 2025. március 24.  |
| 22. | 22. | Summer of La Cultura           |                            | Jenn Strickland                   | Angela M. Sánchez                                    | 2025. március 16.    | 2025. március 25.  |
| 22. | 22. | Summer of Santa Tabi           |                            | Jenn Strickland                   | Edlin Ortiz                                          | 2025. március 16.    | 2025. március 25.  |
| 23. | 23. | Summer of El Demo              |                            | Jenn Strickland                   | Diego Salazar Castro, Mikki Crisostomo és Eddie West | 2025. március 23.    | 2025. március 26.  |
| 23. | 23. | Summer of Calabazas Y Tostones |                            | David C. Smith                    | Angela M. Sánchez                                    | 2025. március 23.    | 2025. március 26.  |
| 24. | 24. | Summer of Los Limones          |                            | David C. Smith                    | Diego Salazar Castro                                 | 2025. március 30.    | 2025. március 27.  |
| 24. | 24. | Summer of La Iguana            |                            | Jenn Strickland                   | Karla Sakas Shropshire                               | 2025. március 30.    | 2025. március 27.  |
| 25. | 25. | Summer of Primo-Lympics        |                            | Jenn Strickland                   | Laura E. Rivas                                       | 2025. április 6.     | 2025. március 28.  |
| 25. | 25. | Summer of Las Toxicas          |                            | David C. Smith                    | Edlin Ortiz és Danny Ducker                          | 2025. április 6.     | 2025. március 28.  |
| 26. | 26. | Summer of El Fanfic            | A novella írók nyara       | Jenn Strickland                   | Angela M. Sánchez                                    | 2025. április 13.    | 2025. március 31.  |
| 26. | 26. | Summer of Las Muralistas       | A freskók nyara            | David C. Smith                    | Laura E. Rivas                                       | 2025. április 13.    | 2025. március 31.  |
| 27. | 27. | Summer of Booyah Buh Bisabuela | Egy dédnagymamás nyár      | Jenn Strickland                   | Edlin Ortiz                                          | 2025. április 20.    | 2025. április 1.   |
| 27. | 27. | Summer of Silencio             | A csend nyara              | Jenn Strickland                   | Natasha Kline és Silver Paul                         | 2025. április 20.    | 2025. április 1.   |
| 28. | 28. | Summer of Suenos               | Az álmok nyara             | David C. Smith és Jenn Strickland | Diego Salazar Castro és Angela M. Sánchez            | 2025. április 27.    | 2025. április 2.   |

## A sorozat készítése
2021. november 3-án jelentették be, hogy Natasha Kline, aki régóta foglalkozik karaktertervezéssel, Primók címmel animációs sorozatot fejleszt a Disney Television Animation számára. 2021. november 3-án jelentették be, hogy a sorozatot Kline gyermekkori nyarai ihlették, amikor a mexikói-amerikai nagycsalád mellett unokatestvéreivel élt, és azt szerette volna, ha a főszereplők is mexikói-amerikai származásúak lennének, mivel gyermekkorában nem volt mexikói-amerikai képviselet a televízióban. Meredith Roberts, a Disney Television Animation egyik vezető alelnöke szerint a sorozat Kline "hiteles hangját" és "családja kultúráját és értékeit" hordozza, és azt mondta, hogy a sorozat a gyerekeket és a családokat célozza meg. Edward Mejia, a DTVA egyik vezetője felügyelte a sorozatot.
2022. június 15-én, a 2022-es Annecy Nemzetközi Animációs Filmfesztiválon bejelentették, hogy a sorozat első évada 30 epizódból fog állni. Philip Cohent jelentették be sorozat producernek.

## Kritika
A Disney Branded Television 2023. június 13-án tette közzé a sorozat nyitójelenetét, amely kritikákat kapott a közösségi médiában, főként a mexikóiak és más latin-amerikai közösségek részéről. Egyesek a sorozat történetét kritizálták, hasonlóságot vonva a Nickelodeon A Lármás család című sorozatához, pontosabban annak spin-off sorozatához, a A Casagrande családhoz. Más nézők a nyitójelenetet kritizálták, mert különböző negatív sztereotípiákat mutatott be a latin-amerikai kultúrával kapcsolatban, azt állították, hogy a helyszín és néhány szereplő neve sértőnek tekinthető, és a használt spanyol nyelvtan helytelen volt. Szintén kritizálták a "mexikói szűrő" használatát, amely az amerikai médiában gyakran használt technika, hogy "idegen" hangulatot keltsen a spanyolajkú beállításokban.
Az online panaszokat tovább szította, amikor Tater szinkronszínésznője, Myrna Velasco a közösségi médiában tett bejegyzéseket, amelyek között szerepelt egy komment az Instagramon, amelyben azt mondta, hogy a sorozatban használt spanyol nyelv kritikusai "nyelvtani nácik" és egy történet, amelyben a spanyol nyelvet úgy írta le, hogy a spanyol hódítók "kényszerítették rá a latin-amerikai emberekre". A később törölt kommentjében azt is írta, hogy az emberek haragudhatnak rá, amiért rosszul írja vagy rosszul ejti ki a spanyol szavakat, de ő egy indián és mexikói-amerikai nő, és azzal érvelt, hogy egy "jó műsort próbálnak készíteni a gyerekeknek", és azt mondta, hogy ha az emberek ez utóbbira haragszanak, "akkor legyenek dühösek".